# Elaphoglossum dutrae
Elaphoglossum dutrae är en träjonväxtart som beskrevs av Alexander Curt Brade. Elaphoglossum dutrae ingår i släktet Elaphoglossum och familjen Dryopteridaceae. Inga underarter finns listade.